# Ostrinia nubilalis
Ostrinia nubilalis là một loài bướm đêm trong họ Crambidae.

## Hình ảnh

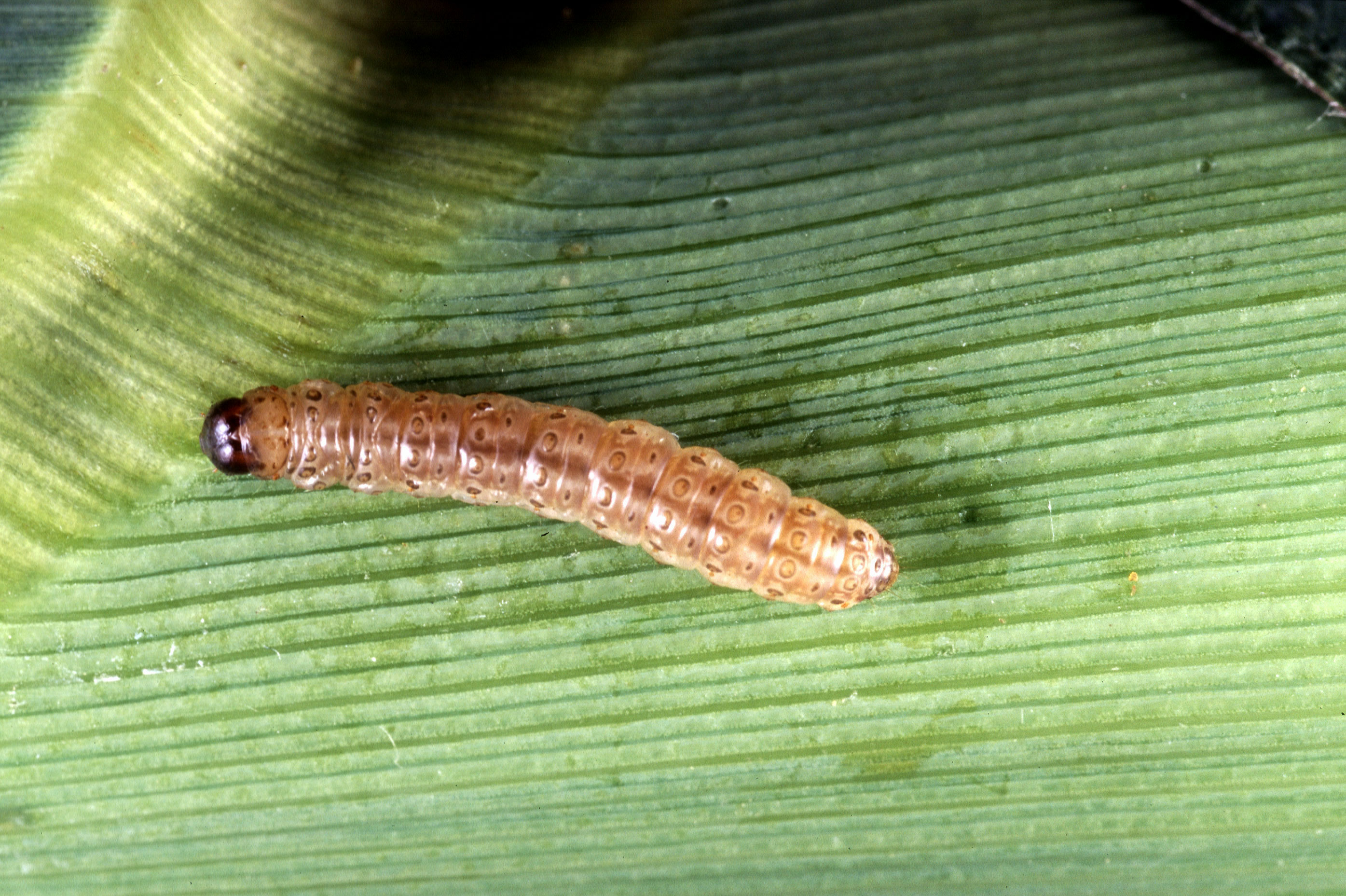
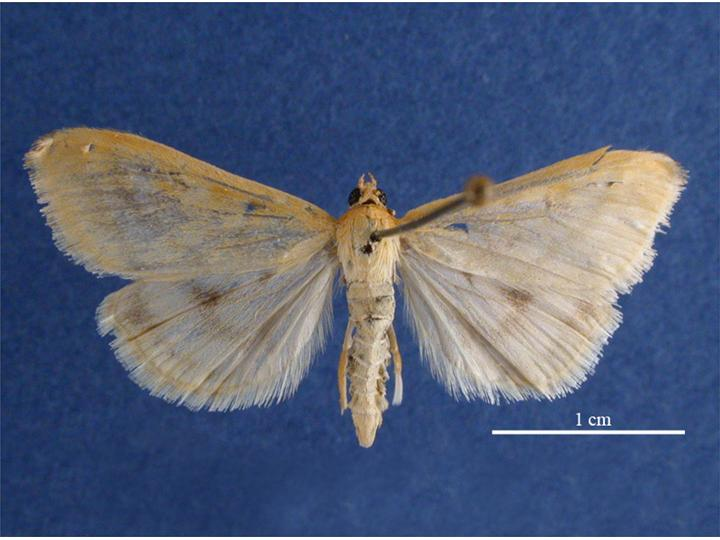
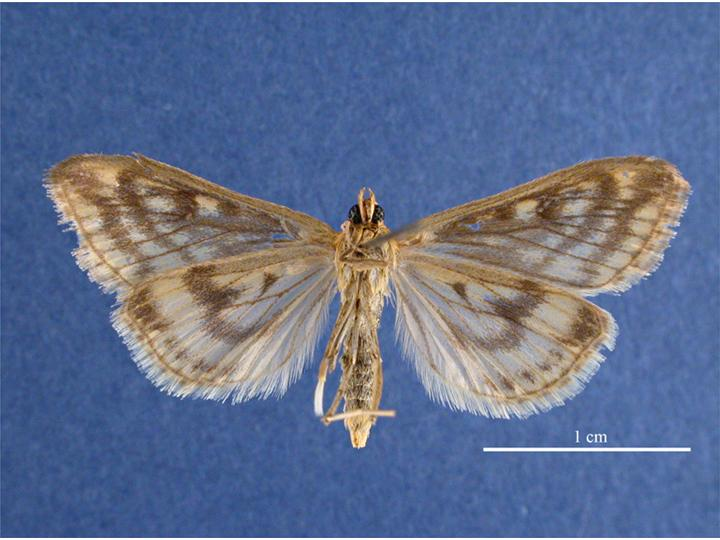
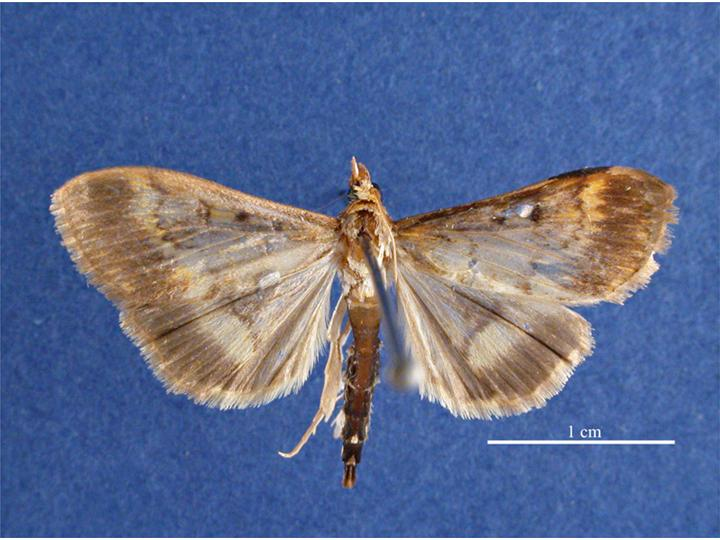